# Yukarıdudaş, Beylikova
Yukarıdudaş là một xã thuộc huyện Beylikova, tỉnh Eskişehir, Thổ Nhĩ Kỳ. Dân số thời điểm năm 2011 là 93 người.